# Сенбернар
Сенберна́р — порода собак групи 2 (Пінчери та шнауцери, молоси та швейцарські собаки-пастухи) за міжнародною кінологічною федерацією.

## Походження

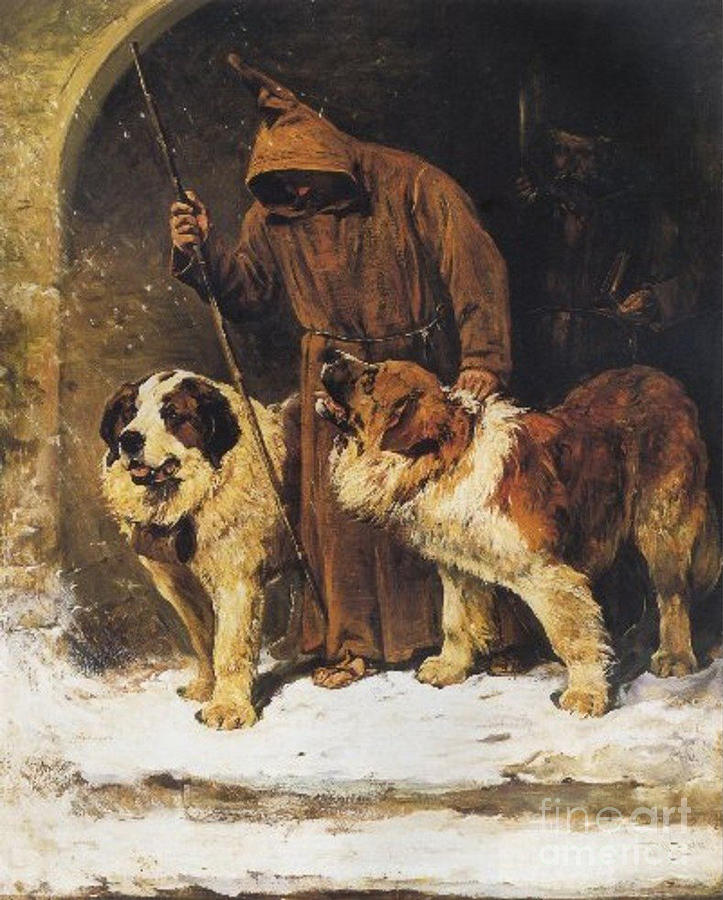
Монах-бернардинець із сенбернаром-рятувальником. Картина Джона Еммса

Вважається, що сенбернар відбився від молосів, що перетнули Альпи разом з римськими легіонами. Коріння породи ідуть у Швейцарію XII століття, коли її почали розводити ченці великого притулку монастиря святого Бернара (заснований в Середні віки). Нова порода швидко завоювала славу гірського рятувальника. Сенбернар на прізвисько Баррі, що народився в 1800 році, став найвідомішим в історії породи: за 10 років він урятував 40 людей. До 1830 року порода сенбернар була короткошерстою. Потім сенбернара схрестили з ньюфаундлендом для створення довгошерстого різновиду породи. В різний час сенбернара називали лавинним собакою, альпійським мастифом, собакою Баррі, і тільки в 1880 році за довгошерстим типом породи офіційно закріпили назву «сенбернар». В 1884 році створений перший швейцарський клуб сенбернара, а в 1887 році в Берні складений стандарт породи Сенбернар. Короткошерстий тип виділений окремо.

## Характеристика породи

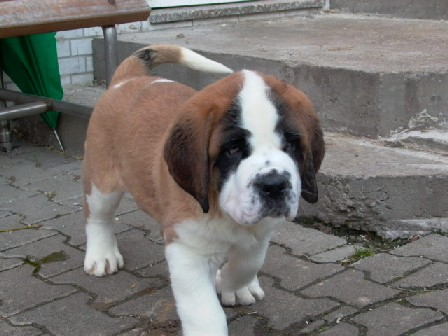
Щеня сенбернара

Спокійний, мирний, добрий, чуйний собака, ласкавий, відданий своєму хазяїнові, обожнює дітей. Сенбернар являє собою ідеального компаньйона, що поєднує гарний характер зі значною зовнішністю. Одним своїм видом віджахне будь-якого зловмисника, хоча за натурою не є сторожем. Цей покладливий собака легко навчається, але не любить монотонних, одноманітних занять. Належить до числа гігантів собачого світу. Собака-компаньйон, гірський рятувальний собака.

## Опис
Голова великого розміру, виразна. Череп широкий, злегка опуклий. Перехід від чола до морди чітко виражений. Морда коротка. Перенісся пряме. Мочка носа велика, чорного кольору. Очі досить великі, темно-карого кольору, окуляри навколо очей темні. Вуха середнього розміру, трикутної форми. Високо поставлені. Висячі. Корпус масивний, ледве видовженої форми. Шия потужна. Загривок сильно виступає над лінією верху.
Ребра опуклі. Спина широка. Міцний, недовгий поперек. Кінцівки добре розвинені, потужні, м'язисті, з міцним кістяком. Лапи великі, компактні, міцні. Хвіст довгий, важкий, звисає вниз і сягає скакального суглоба.
Розрізняють 2 варіанти волосяного покриву. Короткошерстий: вовна щільна, груба, припасована до тіла. Густе підшерстя. Довгошерстий: вовна довга, пряма. На голові й вухах — коротка. Є штани, вичіски, лисий хвіст. Підшерстя густе. Забарвлення біле, з червоно-коричневими або чорними мітками середньої величини. Допустиме тигрове забарвлення червоно-коричневого кольору. Бажано, щоб шерсть на голові була темніше основного забарвлення.
Висота в загривку: пси: не менше 85 см, суки: не менше 70 см. Вага 75 — 115 кг.

## Догляд
Сенбернарові потрібні простір і тривалі прогулянки в спокійному темпі. Необхідно щодня ретельно вичісувати собаку. Сенбернари погано переносять спеку й не вирізняються довголіттям.

## Цікаві факти
- У 2011 році український сенбернар на кличку Жан став чемпіоном світу на виставці собак.[2]
- У 2016 році сенбернар Небу зі Львова став найкращою собакою України.[3]